# Riforma imperiale

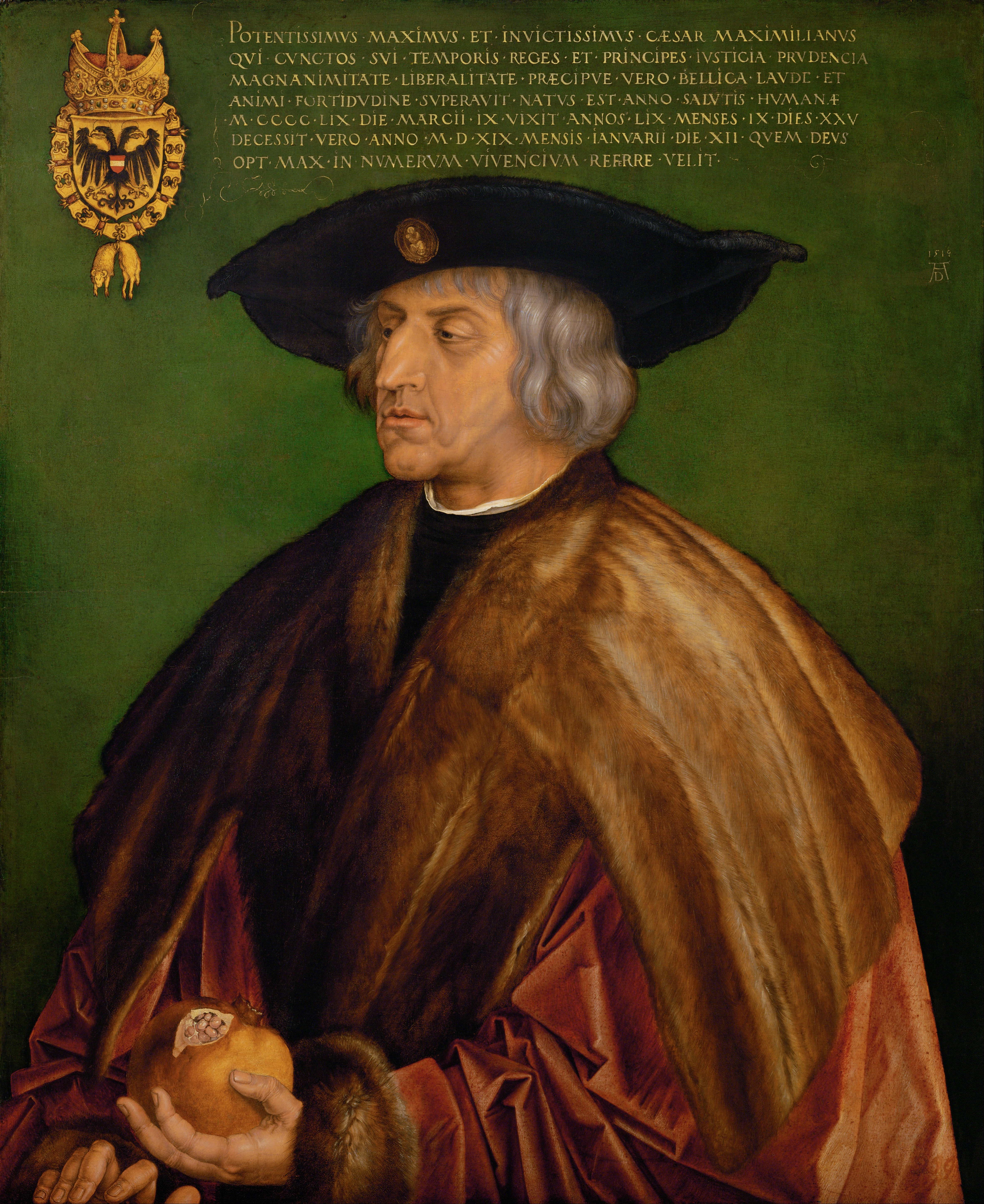
L'imperatore Massimiliano I fu uno dei massimi promotori della riforma del Sacro Romano Impero. Ritratto di Albrecht Dürer

La Riforma imperiale (Reichsreform) fu il tentativo, più volte ripetuto tra il XV e il XVI secolo, di riformare la costituzione del Sacro Romano Impero in senso più consono alle esigenze dei nascenti Stati moderni, assicurando un governo unitario.

## Antefatti
Gli imperatori del Sacro Romano Impero, benché anche re di Germania, non erano riusciti a riunire sotto la propria autorità i principali diritti sovrani dello Stato, a differenza di quanto avevano ottenuto i sovrani di Francia e Inghilterra. Al contrario, nel corso dei secoli, il diritto all'imposizione fiscale, il diritto di monetazione e molte altre regalie erano passati alle signorie territoriali e alle città.
Nel Sacro Romano Impero, dunque, il processo che avrebbe portato alla formazione degli stati in senso moderno non avveniva né al livello dell'Impero e né a quello del regno, bensì a quello delle singole entità territoriali. A partire dal Grande Interregno (1245 - 1273) l'autorità dell'imperatore era direttamente legata alla potenza della sua casata. Agli inizi dell'era moderna una politica unitaria dell'impero era possibile solo quando l'imperatore riusciva a ottenere il consenso dei tre collegi che componevano il Reichstag, impresa peraltro molto difficile per via della differenza degli interessi espressi.
L'impero non disponeva quindi né di significative entrate fiscali, né di un proprio esercito, e anche le diverse componenti dell'impero seguivano ciascuna una propria politica d'alleanze. Per il Sacro Romano Impero era divenuto impossibile un intervento nei confronti di potenze straniere: non era in grado di svolgere una politica estera, né di condurre guerre, nemmeno in propria difesa. Nel corso del XV secolo, anche per le vicende delle Guerre hussite questo problema divenne drammaticamente evidente persino ai Principi Elettori, di solito molto più preoccupati della salvaguardia dei propri privilegi che delle sorti dell'Impero.

## Primi tentativi di riforma dell'Impero
Tra il 1434 e il 1438, nelle diete di Eger e Norimberga, vennero intrapresi i primi tentativi di riforma dell'Impero, sia su iniziativa dell'imperatore Sigismondo, sia per iniziativa dei principi elettori. Vennero fatte proposte per un divieto della faida, per una riforma del diritto di monetazione e per la suddivisione dell'Impero in "circoli imperiali". Ma tutte le proposte fallirono per via della divergenza d'interessi tra imperatore e principi elettori
Sia l'uno che gli altri, infatti, aspiravano ad una maggior efficienza del governo imperiale, ma partendo da premesse opposte. L'imperatore era interessato a rafforzare il proprio potere centrale, mentre i principi puntavano ad una direzione collegiale, nella quale essi potessero avere voce in capitolo. La pubblicistica dell'epoca dimostra come la piccola nobiltà e i borghesi appoggiassero il rafforzamento della posizione dell'imperatore, da cui si aspettavano una maggior tutela nei confronti delle richieste dei principi territoriali. D'altra parte l'imperatore medesimo, che a partire al Alberto II era stato espresso quasi unicamente dalla casate degli Asburgo, si interessava della politica dell'impero solo nella misura in cui ciò era funzionale ai personali interessi dinastici. Considerando pure che la politica imperiale era volta all'acquisizione di vari territori esterni al regno germanico, che con Carlo v divennero anche troppi, al punto che questi stesso poi li suddivise tra i due eredi.

## I primi provvedimenti di riforma (1495)
Il progetto di riforma ritrovò nuovo slancio sotto l'imperatore Massimiliano I. Dopo il 1477 cercò l'appoggio dell'impero, che doveva difendere a ovest dalle pretese del re di Francia sulla Borgogna (che Massimiliano aveva ottenuto con il matrimonio con Maria di Borgogna), e a sud-est dall'espansione dell'impero ottomano.
In occasione della dieta di Worms Massimiliano non si limitò a chiedere un versamento una tantum, ma pretese l'introduzione di una tassa imperiale da riscuotere regolarmente e la messa a disposizione di contingenti militari. I principi mostrarono d'accordo, ma non senza contropartite.

### Reichsregiment
Il portavoce dei principi era Berthold von Henneberg, Arcivescovo di Magonza (e quindi principe elettore), il quale pretese che venisse istituito un Reichsregiment, un organo collegiale di governo dell'impero, del quale facessero parte i più importanti principi. Il compito dell'organo doveva essere il controllo delle finanze, della difesa e della politica estera imperiale. Era concepito come organo permanente, che sostituisse le diete, che avevano luogo a intervalli irregolari ed erano regolate da procedure molto macchinose. L'imperatore ne avrebbe avuto unicamente la presidenza onoraria.
Tutto ciò significava una notevole riduzione del potere imperiale. Ciò nonostante Massimiliano, a malincuore, acconsentì, perché aveva bisogno dell'appoggio dei principi per le sue guerre. Ma tentò di procrastinare per quanto gli era possibile l'insediamento dell'organo, che convocò solo nel 1500, dopo che la Dieta di Augusta aveva dato il via libera alla formazione di una milizia imperiale. Del Reichsregiment facevano parte, oltre all'imperatore, 20 rappresentanti dei principi e delle città libere dell'Impero. Ma le divergenze tra i principi e la diffidenza di Massimiliano verso quest'organo fecero sì che venisse sciolto già nel 1502. Un secondo tentativo, intrapreso da Carlo V tra il 1521 e il 1531, fallì a sua volta.

### Gemeiner Pfennig
Una seconda decisione della dieta del 1495 riguardava l'introduzione, per la prima volta, di un'imposta destinata ai fabbisogni dell'impero, il cosiddetto Gemeiner Pfennig, che doveva essere versata annualmente da ogni suddito dell'impero di età superiore ai 15 anni.
Quest'imposta assicurava all'impero, per la prima volta nella sua storia, i mezzi finanziari per una politica indipendente, senza che fosse necessario ricorrere all'appoggio dei principi. Ma la sua introduzione provocò un'accanita resistenza. La Confederazione svizzera, che da sempre considerava gli Asburgo una minaccia, rifiutò di versarla, e dopo la vittoria conseguita nella Guerra sveva del 1499, venne liberata da quest'obbligo.

### Landfrieden perpetuo e Reichskammergericht
Un'ulteriore richiesta dei principi fu l'indizione di un Landfrieden perpetuo, che mettesse fine alle faide in tutto l'impero, e che sostituisse alla risoluzione violenta dei conflitti procedure giurisdizionali. Sempre su richiesta dei principi, per sorvegliare sull'attuazione del Landfrieden, venne istituito un apposito tribunale, il Reichskammergericht (Camerae Imperialis Judici), che si riunì dapprima a Francoforte, quindi a Spira e a Wetzlar.

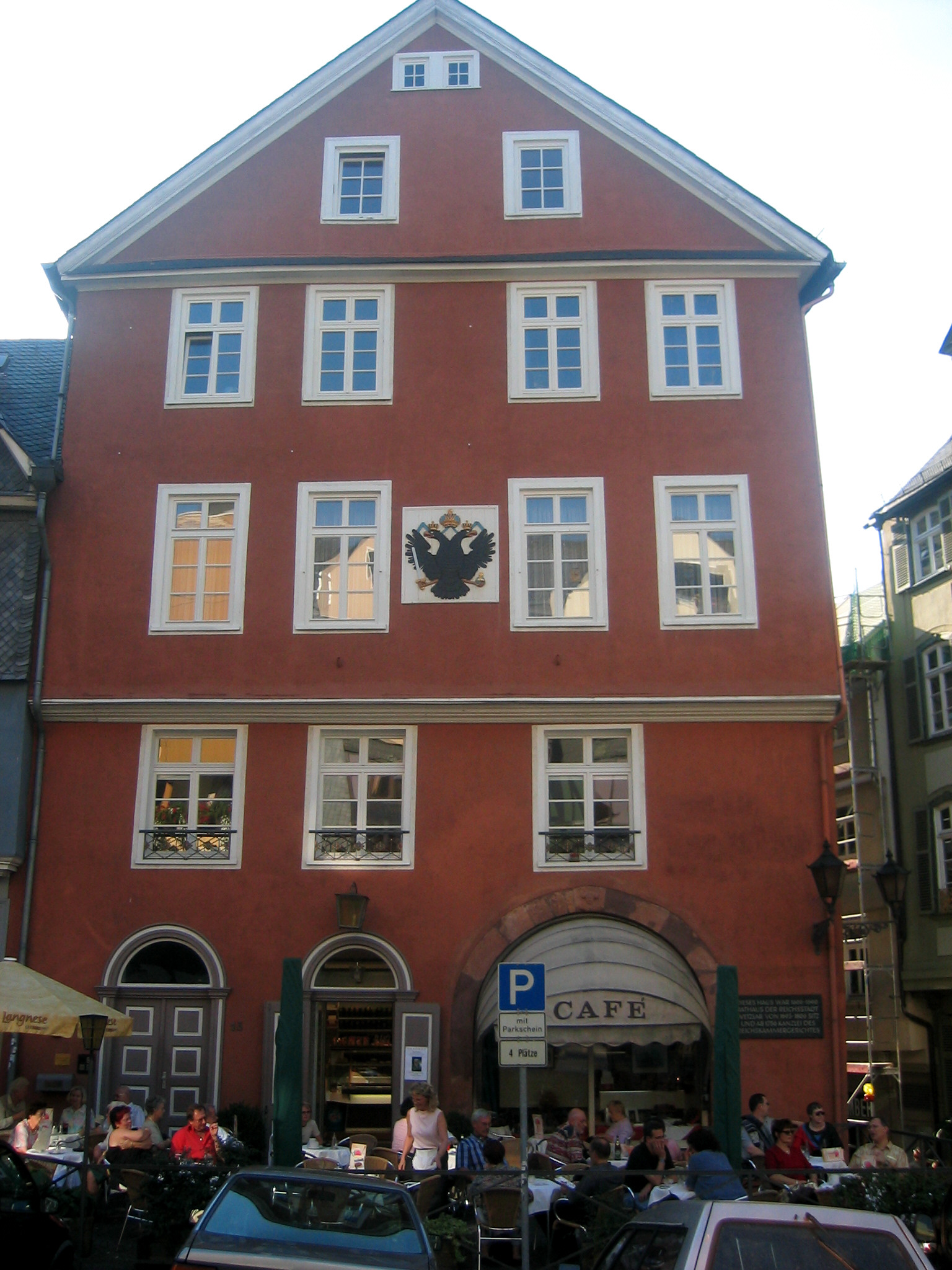
Wetzlar, sede del Reichskammergericht

Fino ad allora l'imperatore era sempre stato l'istanza ultima della giurisdizione, anche se l'esecuzione delle sentenze imperiali falliva regolarmente per la resistenza dei principi. Ciò nonostante non era interesse di Massimiliano che la suprema istanza giurisdizionale dell'impero fosse trasferita ad un organo fisso, disgiunto dalla persona dell'imperatore. Così, nel 1498, istituì il Reichshofrat (Consiglio imperiale aulico), soggetto unicamente all'imperatore, che rimase, sino allo scioglimento dell'impero (1806) l'ultima istanza giurisdizionale della Germania.

### Circoli imperiali
Cinque anni dopo la dieta di Worms, nel 1500, venne intrapreso un secondo passo della riforma, istitutendo i Reichskreis (circoli imperiali), che, in origine, erano pensati unicamente come distretti elettorali per il Reichsregiment. In seguito vennero loro affidati anche i compiti di eseguire le sentenza del Reichskammergericht, di vigilare su zecche e dazi, di riscuotere le imposte, ma soprattutto quello di mettere a disposizione e provvedere al mantenimento di contingenti di truppe per l'esercito imperiale. Si trattava di compiti cui le signorie territoriali di minor dimensione non potevano far fronte: e per questo venivano radunati in un'entità di grandi dimensioni, il Reichskreis, appunto.
Il governo del Reichskreis era affidato al Kreistag (dieta di circolo), che veniva di norma convocata dal Kreisausschreibender Fürst (principe convocante), un ufficio riservato, solitamente, alla casata più importante del circolo.
Nel 1512 il numero dei circoli imperiali passò da sei a dieci, quando le nuove competenze loro affidate resero necessaria una copertura più completa dei territori imperiali. Non vennero compresi in alcun circolo i cantoni svizzeri, il Regno di Boemia con Lausitz e la Slesia, nonché l'Italia settentrionale: in pratica solo il territorio del nominale regno germanico.

## I risultati della riforma
La riforma non ebbe, in definitiva, alcun effetto di rilievo. I Reichskreis e il Reichskammergericht furono gli unici organi che permasero a lungo: il processo di formazione dello Stato moderno era già troppo progredito, all'interno delle singole signorie che formavano l'impero, ed era impossibile bloccare questo sviluppo e trasferirlo all'Impero nel suo complesso. Gli imperatori stessi, d'altra parte, non erano disposti a rinunciare alle proprie prerogative a favore di un governo centrale forte su base collegiale.
I tentativi militari di ottenere un governo centrale forte sotto la guida dell'imperatore furono sempre condannati al fallimento. Le maggiori chanches di successo le ebbe Carlo V, dopo la sua vittoria nella guerra smalcaldica. Nella Dieta di Augusta impose a principi e città imperiali una risoluzione delle dispute religiose che andava incontro soprattutto alle posizioni cattoliche (in mancanza dell'intervento conciliare da parte del Papa). Ma contro questa dimostrazione di forza si formò immediatamente un'opposizione, formata da principi sia cattolici che protestanti, che culminò nella Rivolta dei principi del 1552. Più di 70 anni dopo fu Ferdinando II a tentare di imporsi, dopo le prime vittorie di Wallenstein nella guerra dei trent'anni, almeno per la restituzione dei beni rapinati. Anche in quest'occasione subito si formò una forte coalizione di principi tedeschi, appoggiati da potenze straniere, che tentarono in ogni modo di impedire che l'intera Germania finisse sotto il controllo dell'imperatore.